# New Port Richey East
New Port Richey East är en ort (CDP) i Pasco County, i delstaten Florida, USA. Enligt United States Census Bureau har orten en folkmängd på 10 036 invånare (2010) och en landarea på 9,6 km².